# سعد عبدالرحمان
سعد عبدالرحمان (انگلیسی: Saad Abdulrahman؛ زادهٔ ۲ مهٔ ۱۹۸۵) بازیکن بسکتبال اهل قطر است.
از باشگاه‌هایی که در آن بازی کرده‌است می‌توان به باشگاه ورزشی السد اشاره کرد.
وی در مسابقات کشوری و بین‌المللی در مجموع برندهٔ ۱ مدال نقره، ۲ مدال برنز شده‌است.